# José Simeão Leal

José Simeão Leal, Fernando Tude de Souza, Adonias Filho, Alfredo Souto de Almeida e Francisco José Studart, em 1955.

José Simeão Leal (Areia, 13 de novembro de 1908 – Rio de Janeiro, 6 de julho de 1996) foi um administrador cultural, diplomata, crítico de arte (ABCA/AICA), jornalista, médico e colecionador. Seu gosto pela literatura teve influência por sua mãe, seu tio e padrinho José Américo de Almeida.

## Biografia
Em 1919 mudou-se para João Pessoa com sua família ingressando posteriormente no Liceu Paraibano. Iniciou o curso de medicina em Recife, na Faculdade de Medicina de Recife no ano de 1926, transferindo-se no ano seguinte para a Faculdade de Medicina do Rio de Janeiro. Foi estudante interno no Hospital Escola de São Francisco de Assis da Universidade do Rio de Janeiro onde concluiu sua graduação em 1936 e tornando-se médico adjunto daquele hospital.
Casou-se no ano de 1938 com Eloah Drummond, natural de Pelotas, Rio Grande do Sul. Retornou a João Pessoa posteriormente, onde firmou residência e exerceu a medicina trabalhando em diversos hospitais da cidade. Foi eleito como sócio efetivo da Sociedade de Medicina e Cirurgia da Paraíba, foi professor de História Natural no Liceu Paraibano (escola onde estudou), foi diretor do Divisão de Organização do Orçamento dentre outros cargos que exerceu no serviço público da Paraíba.
Em 1946, retornou ao Rio de Janeiro onde assumiu o cargo de Diretor do Serviço de Documentação, no então Ministério de Educação e Saúde atual até o ano de 1955. Como diretor foi responsável pela divulgação de vários talentos como a escritora Clarice Lispector, o poeta Tiago de Mello e o cenógrafo Tomás Santa Rosa.
José Simeão Leal destacou-se na cena literária, cultural e artística no universo intelectual brasileiro, tendo sido um dos grandes incentivadores e inauguradores do movimento editorial no setor público brasileiro, vindo a dirigir e publicas as revistas: Cultura, Arquivos e as publicações seriadas: Cadernos de Cultura, Vidas Brasileiras, Artes e Letras e Teatro.
Em 1961, Simeão Leal, enquanto membro da Associação Internacional de Críticos de Artes (AICA) ficou encarregado de organizar o mesmo tipo de organização no Brasil, a Associação Brasileira de Críticos de Arte (ABCA), sendo a ABCA a mais antiga associação brasileira de profissionais da área das artes visuais. Tornou-se presidente da ABCA em 1976 para promover o intercâmbio entre os profissionais que atuam na área da crítica de arte visuais, estendendo-se também aos pesquisadores, historiadores, teóricos, ensaístas, jornalistas e professores de História da Arte e de Estética, incluindo além de brasileiros, estrangeiros domiciliados no Brasil.
Além de incentivador e divulgador da cultura brasileira, José Simeão Leal foi por diversas vezes curador de exposições, fundador de cursos, representante do Brasil no exterior entre outras muitas contribuições para o Brasil. Foi Curador da Exposição retrospectiva Eliseu Visconti na II Bienal de São Paulo, em 1953; Delegado do Congresso de História comemorativo do tricentenário da Restauração Pernambucana, no Recife em 1954; Delegado do Brasil nas Conferências da UNESCO, na França e na Índia, entre 1951-1960; Diretor da Comissão de instalação da Escola Superior de Desenho Industrial-ESDI; adido cultural da embaixada do Brasil no Chile entre 1967-1968; Membro do Comitê Executivo da Fundação Internacional de Planejamento Familiar, BEMFAM; Membro do Conselho Deliberativo da Fundação Centro Brasileiro TV Educativa, em 1972; Diretor do Museu de Arte Moderna do Rio de Janeiro, 1979; Fundador e Diretor da Escola de Comunicação do Rio de Janeiro, entre 1981-1982; Simeão Leal também realizou, como artísta plástico, exposição com Tunga e Sérgio Camargo na Galeria Sagitário em Veneto, na Itália, em 1981, e Exposição individual na FESP, no Rio de Janeiro em 1984.
Recebeu muitas homenagens tais como: Medalha Rui Barbosa, conferida pelo então Ministério da Educação e Saúde; o Título de Cavaleiro da Ordem do Mérito da República Italiana; Medalha Roquette Pinto, conferida pelo governo do Estado da Guanabara, 1973; o Título de Comendador da Ordem do Rio Branco, conferido pelo Presidente da República, em 1991, e o prêmio Personalidade do Ano de 1991, conferido pela Associação Brasileira de Críticos de Arte.
Ao longo do tempo Simeão Leal adquiriu muitos livros, periódicos e obras de arte, devido ao seu forte hábito de leitura e também em decorrência da vida profissional. Os itens eram adquiridos com recursos próprios e por doações, vindo a formar uma biblioteca de importante acervo bibliográfico bastante abrangente, englobando diversas áreas de conhecimento, mas principalmente no campo das artes e da literatura. Este rico acervo foi doado após sua morte, tendo sido transferido por desejo do próprio Simeão para a Paraíba, sua terra natal, onde foi devidamente tratado, inventariado e disponibilizado aos estudantes, professores e pesquisadores, como a professora doutora Bernardina Freire, especialista em sua obra. José Simeão Leal faleceu no Rio de Janeiro no dia 6 de julho de 1996 aos 87 anos.